# Formidable
Formidable is een nummer en single van de Belgische singer-songwriter Stromae. Het was na Papaoutai de tweede single van het album Racine carrée uit 2013. Op 4 juni van dat jaar werd het nummer op single uitgebracht.

## Hitlijsten
De single werd in een aantal landen een hit en behaalde in thuisland België een nummer 1-notering in de Vlaamse Ultratop 50 en de 12e positie in de Vlaamse Radio 2 Top 30. In Wallonië werd de nummer 1-positie bereikt. Ook in Frankrijk werd de nummer 1-positie behaald.
Bij de Franse NRJ Music Awards in 2014 wordt het nummer bekroond als beste Franstalige nummer.
In Nederland werd de plaat een grote hit en bereikte de 2e positie in de Single Top 100, de 4e positie in de Nederlandse Top 40 op Radio 538 en de 5e positie in de Mega Top 50 op NPO 3FM.

## Achtergrond
Formidable vertelt het verhaal van een dronken man met liefdesverdriet. Het nummer verwijst volgens verscheidene media naar de relatie die zanger Paul Van Haver van 2010 tot 2012 had met ex-Miss België Tatiana Silva. De periode na de liefdesbreuk noemde Van Haver later het meest eenzame moment uit zijn leven. Volgens Van Haver zelf verwijst het nummer evenzeer naar andere relaties die hij in het verleden had.
Het nummer bevat ook een passage waarin de zanger stelt dat hij geen kinderen kan krijgen. Of die stelling autobiografisch is, wordt door Van Haver ontkend noch bevestigd.
Volgens sommige media werd Formidable, en meer bepaald het concept van de zanger die zijn luisteraars als een dronkaard toespreekt, geïnspireerd door het nummer L'Ivrogne van Jacques Brel, de Belgische artiest waarmee Stromae regelmatig vergeleken wordt.

## Videoclip
Voor de videoclip begaf Stromae zich naar de tramhalte Louiza in Brussel. Hij strompelde als een dronkaard over het perron, riep luidop stukjes tekst uit het nummer Formidable en werd op een gegeven moment zelfs aangesproken door drie agenten. Omstaanders dachten dat de zanger echt dronken was en filmden het voorval met hun smartphone. Deze beelden werden nadien op het internet verspreid. Door de breuk met Tatiana Silva en het feit dat zijn laatste hit, Alors on danse, al van 2010 dateerde, stelden sommige media dat de zanger aan lager wal was geraakt. Enkele dagen later bleek dat alles in scène was gezet en gefilmd werd door verborgen camera's. Daar waar de sensatiebladen het roddelnieuws naar buiten brachten, bleken zij bij de uitgave van de videoclip er te zijn ingeluisd door een creatieve Stromae, die vervolgens de verkregen aandacht gebruikte voor de virale marketing van zijn werk. Op YouTube werd de clip al meer dan 200 miljoen keer bekeken.
Zowel het nummer als de videoclip won in 2013 de Music Industry Award (MIA).

## Cover
Op 6 december 2013 bracht Cheyenne Toney in The voice of Holland een Nederlandstalige cover van Formidable. Het lied bereikte, in tegenstelling tot het origineel van Stromae, de nummer 1-positie in de Single Top 100. In de Nederlandse Top 40 bereikte de cover plaats 18.

## Tracklist
| Soort geluidsdrager | Uitgebracht | Tracks     | Duur |
| ------------------- | ----------- | ---------- | ---- |
| Download            | 04-06-2013  | Formidable | 3:34 |

## Hitnoteringen
| Hitlijst               | Datum van binnenkomst | Hoogste positie | Aantal weken | Laatste notering |
| ---------------------- | --------------------- | --------------- | ------------ | ---------------- |
| Single Top 100         | 31-08-2013            | 2               | 28           | 13-09-2014       |
| Nederlandse Top 40     | 16-11-2013            | 4               | 24           | 26-04-2014       |
| Vlaamse Ultratop 50    | 15-06-2013            | 1               | 33           | *                |
| Vlaamse Radio 2 Top 30 | 22-06-2013            | 1               | 26           | 14-12-2013       |
| Waalse Ultratop 50     | 15-06-2013            | 1               | 33           | *                |
| Duitse Top 100         | 07-12-2013            | 39              | 1            | 07-12-2013       |
| Franse Top 200         | 15-06-2013            | 1               | 32           | *                |
| Oostenrijkse Top 75    | 29-11-2013            | 36              | 2            | 06-12-2013       |
| Zwitserse Top 75       | 23-06-2013            | 13              | 31           | *                |

### Nederlandse Top 40
| Hitnotering: 16-11-2013 t/m 26-04-2014 | Hitnotering: 16-11-2013 t/m 26-04-2014 | Hitnotering: 16-11-2013 t/m 26-04-2014 | Hitnotering: 16-11-2013 t/m 26-04-2014 | Hitnotering: 16-11-2013 t/m 26-04-2014 | Hitnotering: 16-11-2013 t/m 26-04-2014 | Hitnotering: 16-11-2013 t/m 26-04-2014 | Hitnotering: 16-11-2013 t/m 26-04-2014 | Hitnotering: 16-11-2013 t/m 26-04-2014 | Hitnotering: 16-11-2013 t/m 26-04-2014 | Hitnotering: 16-11-2013 t/m 26-04-2014 | Hitnotering: 16-11-2013 t/m 26-04-2014 | Hitnotering: 16-11-2013 t/m 26-04-2014 | Hitnotering: 16-11-2013 t/m 26-04-2014 |
| Week:                                  | 1                                      | 2                                      | 3                                      | 4                                      | 5                                      | 6                                      | 7                                      | 8                                      | 9                                      | 10                                     | 11                                     | 12                                     | 13                                     |
| -------------------------------------- | -------------------------------------- | -------------------------------------- | -------------------------------------- | -------------------------------------- | -------------------------------------- | -------------------------------------- | -------------------------------------- | -------------------------------------- | -------------------------------------- | -------------------------------------- | -------------------------------------- | -------------------------------------- | -------------------------------------- |
| Positie:                               | 27                                     | 22                                     | 20                                     | 21                                     | 12                                     | 6                                      | 6                                      | 6                                      | 6                                      | 4                                      | 4                                      | 6                                      | 5                                      |
| Week:                                  | 14                                     | 15                                     | 16                                     | 17                                     | 18                                     | 19                                     | 20                                     | 21                                     | 22                                     | 23                                     | 24                                     |                                        |                                        |
| Positie:                               | 7                                      | 9                                      | 12                                     | 13                                     | 14                                     | 18                                     | 19                                     | 22                                     | 31                                     | 36                                     | 40                                     | uit                                    |                                        |

### B2B Single Top 100
| Hitnotering: (Week 1 t/m 2) 31-08-2012 t/m 07-09-2013 Hitnotering: (Week 3 t/m 52) 12-10-2013 t/m 13-09-2014 | Hitnotering: (Week 1 t/m 2) 31-08-2012 t/m 07-09-2013 Hitnotering: (Week 3 t/m 52) 12-10-2013 t/m 13-09-2014 | Hitnotering: (Week 1 t/m 2) 31-08-2012 t/m 07-09-2013 Hitnotering: (Week 3 t/m 52) 12-10-2013 t/m 13-09-2014 | Hitnotering: (Week 1 t/m 2) 31-08-2012 t/m 07-09-2013 Hitnotering: (Week 3 t/m 52) 12-10-2013 t/m 13-09-2014 | Hitnotering: (Week 1 t/m 2) 31-08-2012 t/m 07-09-2013 Hitnotering: (Week 3 t/m 52) 12-10-2013 t/m 13-09-2014 | Hitnotering: (Week 1 t/m 2) 31-08-2012 t/m 07-09-2013 Hitnotering: (Week 3 t/m 52) 12-10-2013 t/m 13-09-2014 | Hitnotering: (Week 1 t/m 2) 31-08-2012 t/m 07-09-2013 Hitnotering: (Week 3 t/m 52) 12-10-2013 t/m 13-09-2014 | Hitnotering: (Week 1 t/m 2) 31-08-2012 t/m 07-09-2013 Hitnotering: (Week 3 t/m 52) 12-10-2013 t/m 13-09-2014 | Hitnotering: (Week 1 t/m 2) 31-08-2012 t/m 07-09-2013 Hitnotering: (Week 3 t/m 52) 12-10-2013 t/m 13-09-2014 | Hitnotering: (Week 1 t/m 2) 31-08-2012 t/m 07-09-2013 Hitnotering: (Week 3 t/m 52) 12-10-2013 t/m 13-09-2014 | Hitnotering: (Week 1 t/m 2) 31-08-2012 t/m 07-09-2013 Hitnotering: (Week 3 t/m 52) 12-10-2013 t/m 13-09-2014 | Hitnotering: (Week 1 t/m 2) 31-08-2012 t/m 07-09-2013 Hitnotering: (Week 3 t/m 52) 12-10-2013 t/m 13-09-2014 | Hitnotering: (Week 1 t/m 2) 31-08-2012 t/m 07-09-2013 Hitnotering: (Week 3 t/m 52) 12-10-2013 t/m 13-09-2014 | Hitnotering: (Week 1 t/m 2) 31-08-2012 t/m 07-09-2013 Hitnotering: (Week 3 t/m 52) 12-10-2013 t/m 13-09-2014 | Hitnotering: (Week 1 t/m 2) 31-08-2012 t/m 07-09-2013 Hitnotering: (Week 3 t/m 52) 12-10-2013 t/m 13-09-2014 | Hitnotering: (Week 1 t/m 2) 31-08-2012 t/m 07-09-2013 Hitnotering: (Week 3 t/m 52) 12-10-2013 t/m 13-09-2014 | Hitnotering: (Week 1 t/m 2) 31-08-2012 t/m 07-09-2013 Hitnotering: (Week 3 t/m 52) 12-10-2013 t/m 13-09-2014 | Hitnotering: (Week 1 t/m 2) 31-08-2012 t/m 07-09-2013 Hitnotering: (Week 3 t/m 52) 12-10-2013 t/m 13-09-2014 | Hitnotering: (Week 1 t/m 2) 31-08-2012 t/m 07-09-2013 Hitnotering: (Week 3 t/m 52) 12-10-2013 t/m 13-09-2014 | Hitnotering: (Week 1 t/m 2) 31-08-2012 t/m 07-09-2013 Hitnotering: (Week 3 t/m 52) 12-10-2013 t/m 13-09-2014 | Hitnotering: (Week 1 t/m 2) 31-08-2012 t/m 07-09-2013 Hitnotering: (Week 3 t/m 52) 12-10-2013 t/m 13-09-2014 | Hitnotering: (Week 1 t/m 2) 31-08-2012 t/m 07-09-2013 Hitnotering: (Week 3 t/m 52) 12-10-2013 t/m 13-09-2014 |
| Week: | 1 | 2 | | 3 | 4 | 5 | 6 | 7 | 8 | 9 | 10 | 11 | 12 | 13 | 14 | 15 | 16 | 17 | 18 | 19 | 20 |
| --- | --- | --- | --- | --- | --- | --- | --- | --- | --- | --- | --- | --- | --- | --- | --- | --- | --- | --- | --- | --- | --- |
| Positie: | 100 | 95 | uit | 91 | 100 | 91 | 89 | 35 | 26 | 22 | 26 | 15 | 3 | 2 | 3 | 3 | 3 | 3 | 3 | 3 | 5 |
| Week: | 21 | 22 | 23 | 24 | 25 | 26 | 27 | 28 | 29 | 30 | 31 | 32 | 33 | 34 | 35 | 36 | 37 | 38 | 39 | 40 | 41 |
| Positie: | 4 | 5 | 10 | 14 | 12 | 15 | 19 | 24 | 23 | 29 | 34 | 40 | 51 | 72 | 66 | 62 | 61 | 44 | 55 | 59 | 61 |
| Week: | 42 | 44 | 45 | 46 | 47 | 48 | 49 | 50 | 51 | 52 | | | | | | | | | | | |
| Positie: | 65 | 59 | 72 | 75 | 79 | 79 | 66 | 74 | 86 | 96 | uit | | | | | | | | | | |

### NPO Radio 2 Top 2000
| Nummer met noteringen in de NPO Radio 2 Top 2000 | '13  | '14 | '15 | '16 | '17 | '18 | '19 | '20 | '21 | '22 | '23 | '24 |
| ------------------------------------------------ | ---- | --- | --- | --- | --- | --- | --- | --- | --- | --- | --- | --- |
| Formidable                                       | 1314 | 32  | 92  | 143 | 200 | 296 | 234 | 229 | 203 | 151 | 255 | 186 |

1. ↑  Een vetgedrukt getal geeft de hoogste notering aan.
2. ↑  2013 was het eerste jaar met een notering voor dit nummer.